# Hendrik II van Brunswijk-Grubenhagen
Hendrik II van Brunswijk-Grubenhagen bijgenaamd de Griek (circa 1289 - 1351) was van 1322 tot aan zijn dood hertog van Brunswijk-Grubenhagen. Hij behoorde tot het huis Welfen.

## Levensloop
Hendrik was de oudste zoon van hertog Hendrik I van Brunswijk-Grubenhagen en diens echtgenote Agnes, dochter van markgraaf Albrecht II van Meißen.
Na de dood van zijn vader in 1322 erfden Hendrik en zijn jongere broers Ernst I en Willem het hertogdom Brunswijk-Grubenhagen. Aanvankelijk besloten de drie broers om hun geërfde domeinen gezamenlijk te regeren, maar in 1325 verdeelden de broers hun hertogdom uiteindelijk. Hendrik II zelf ontving geen enkel deel van het hertogdom en beheerde enkel de administratie van de domeinen die de drie broers wel nog gezamenlijk regeerden.
Buiten zijn reizen is er weinig over het leven van Hendrik II geweten. Zo begeleidde hij in 1327 keizer Lodewijk de Beier naar zijn keizerskroning in Rome. Vervolgens reisde hij naar Griekenland en Constantinopel, waar hij zijn schoonbroer, keizer Andronikos III Palaiologos van het Byzantijnse Rijk, bezocht. Daarna ging hij op bedevaart naar Jeruzalem. In 1331 keerde hij overladen met relieken terug naar Brunswijk-Grubenhagen.
In 1351 overleed Hendrik II. Zijn zonen die geen kerkelijke carrière waren begonnen, lieten vervolgens hun rechten op Brunswijk-Grubenhagen vallen. Dit kwam omdat deze zonen carrières in zuidelijke Europese koninkrijken waren begonnen.

## Huwelijken en nakomelingen
Eerst huwde Hendrik II met Jutta (1302-1330), dochter van markgraaf Hendrik I van Brandenburg. Ze kregen volgende kinderen:
- Agnes (1318-1371), huwde met hertog Barnim III van Pommeren
- Otto (1320-1399), huwde eerst met Violante van Vilaragut en daarna met koningin Johanna I van Napels
- Johan (1321-1346), kanunnik in Halberstadt
- Lodewijk (1323-1373), kanunnik in Cammin

Daarna huwde Hendrik met Helvis (overleden 1347/1348), dochter van Filips van Ibelin, seneschalk van Jeruzalem. Ze kregen volgende kinderen:
- Filips (1332-1369/1370), constable van Jeruzalem
- Riddag (1334-1364/1367)
- Balthazar (1336-1384), despoot van Roemenië
- Thomas (1338-1384), monnik bij de Augustijnen
- Melchior (1341-1381), bisschop van Osnabrück en Schwerin
- Helvis, huwde met Lodewijk van Nores